# Larry Smith (político canadiense)
Larry W. Smith, CQ (28 de abril de 1951) es un atleta, empresario y miembro del Senado canadiense. Se desempeñó como líder de la oposición en el Senado desde abril de 2017 hasta noviembre de 2019.

## Biografía

### Educación
Se graduó en economía en la Universidad de Bishop. Smith fue parte de la primera selección del CFL Draft de 1972 y pasó a jugar nueve temporadas en la Canadian Football League, todos ellos como corredor con los Alouettes de Montreal. Más tarde se conseguiría una licenciatura en Derecho Civil de la Universidad McGill en 1976, después de haber realizado sus estudios de derecho mientras jugaba fútbol profesional.

### Carrera futbolística
Más tarde, Smith se convirtió en el octavo comisionado de la liga y supervisó el intento fallido de expandir la liga a los Estados Unidos. Smith supervisó también la reubicación de los Baltimore Stallions en Montreal, donde se convirtieron en los Montreal Alouettes para la temporada CFL de 1996. Después de renunciar como comisionado, Smith estuvo desempeñando un papel como presidente de las Alouettes de 1997 a 2001 y nuevamente de 2004 a 2013.

### Carrera política
Smith consideró postularse para líder del entonces nuevo Partido Conservador de Canadá en 2004 y la prensa canadiense de la época informó ampliamente que estaba a punto de ingresar a la carrera antes de declarar finalmente que no sería candidato.
El 18 de diciembre de 2010, Smith fue convocado al Senado canadiense por recomendación del Primer Ministro Stephen Harper y se presentó como conservador. Tras su nombramiento en el Senado, Smith anunció su intención de buscar la nominación para presentarse como candidato conservador en Lac-Saint-Louis en las próximas elecciones federales. Cuando se le preguntó en una entrevista televisiva por qué aceptó el nombramiento mientras tenía la intención de presentarse como candidato a un escaño en la Cámara de los Comunes , Smith se quejó de que estaba aceptando un recorte salarial "dramático y catastrófico" por servir como senador, un comentario por el que Smith ha sido criticado.
Smith fue derrotado en su intento de entrar al Parlamento, quedando tercero detrás del actual diputado liberal y del candidato del NDP, y se anunció el 18 de mayo de 2011 que sería nombrado nuevamente para el Senado.
El bloque conservador del Senado eligió a Smith como su líder el 28 de marzo de 2017; Smith derrotó a los senadores Linda Frum y Stephen Greene por el puesto, y asumió el cargo el 1 de abril de 2017. Se desempeñó hasta el 5 de noviembre de 2019, cuando fue sucedido por Don Plett .
El 4 de agosto de 2022, Smith abandonó el bloque conservador para unirse al Grupo de Senadores Canadienses . Smith aclaró que seguiría siendo miembro del Partido Conservador.

## Vida personal
Smith tiene dos hijos y una hija. Uno de sus hijos, Bradley , es un ex receptor de los Toronto Argonauts y los Edmonton Elks , y el primer Bachelor Canada , mientras que su hija, Ashley, estuvo casada con el pateador y despejador de la CFL Damon Duval.